# Alteromonadales
Die Alteromonadales sind eine Ordnung der Gammaproteobacteria. Ursprünglich enthielt sie nur eine Familie, die Alteromonadaceae, aktuell (Dezember 2022) besteht sie aus acht Familien. Es handelt sich wie bei fast allen Proteobakterien um gramnegative Bakterien. Viele der Arten kommen im Meerwasser vor und oft in extremen Habitaten, wie z. B. in der Tiefsee, wo hohe Druckverhältnisse herrschen. Arten die unter solchen Bedingungen leben, werden als barophil bezeichnet.

## Merkmale
Es handelt sich um gramnegative, gerade oder leicht gekrümmte stäbchenförmige und meist mit einer polaren Flagelle begeißelte Bakterien.
Einige Arten sind strikt aerob, benötigen also Sauerstoff, um zu wachsen, andere sind fakultativ anaerob und zeigen somit auch Wachstum unter Sauerstoffausschluss. Einige letzterer Arten nutzen unter den anaeroben Bedingungen als Stoffwechselweg die Fermentation, ansonsten erfolgt ein Atmungsstoffwechsel.
Der Oxidase- und der Katalase-Test fällt bei den meisten Arten positiv aus.

## Ökologie
Arten der Alteromonadales wurden in vielen Bereichen des Meeres gefunden, in Küstennähe und offenen Meerwasser, auf dem Meeresboden, in der Tiefsee sowie auf Fischen und verschiedenen wirbellosen Tieren.
Viele extremophile, also an extreme Umweltbedingungen angepasste Arten sind in dieser Ordnung vertreten. So tolerieren einige Arten niedrige Temperaturen bis hin zum Gefrierpunkt (psychrotolerant) oder sind sogar auf niedrige Temperaturen zum Wachstum angewiesen (psychrophil). So ist Shewanella amazonensis psychrotolerant, die Art toleriert niedrige Temperaturen bis zu 4 °C, optimales Wachstum erfolgt bei 37 °C. Colwellia psychrerythraea ist psychrophil, im flüssigen Medium wächst es bei Temperaturen zwischen 0 und 19 °C, bei höheren Temperaturen als 20 °C ist kein Wachstum mehr möglich. Einige, wie z. B. Arten von Glaciecola und Shewanella hanedai besiedeln antarktische Eisdiatomeen. Einige der psychrophilen Arten sind auch barophil oder barotolerant, sie leben in tiefem Meerwasser bzw. in der Tiefsee, dort herrscht bei Temperaturen zwischen 2 und 3 °C hoher Druck. Die Art Shewanella benthica ist psychrophil und barophil, zeigt also unter niedrigen Temperaturen (0 °C bis 10 °C) und hohen Druckverhältnissen (400–600 Mpa) bestes Wachstum. Der erst beschriebene Stamm dieser Art ist aber auch unter atmosphärischen Druck lebensfähig, zeigt dann allerdings nur schwaches Wachstum. Die optimale Wachstumstemperatur unter atmosphärischem Druck liegt hierbei bei 5 °C. Ein später aus Sedimenten in einer Tiefe von 10898 im Marianengraben isolierter Stamm dieser Art ist obligat barophil, unter normalen atmosphärischen Druck findet kein Wachstum statt, bestes Wachstum zeigt sich bei 70 MPa.
Das Bakterium Moritella yayanosii ist obligat barophil, also auf hohem Druck angewiesen, unter 50 MPa ist es nicht in der Lage zu wachsen. Ein weiteres Beispiel für Tiefseebewohner ist die in Tiefen von 4000 bis 5000 m isolierte Gattung Idiomarina
Auch halophile, in Umgebungen mit hohen Salzkonzentrationen lebende Bakterien sind in der Ordnung vertreten, wie z. B. Moritella.

## Systematik
Die Ordnung Alteromonadales wurde 2005 von John P. Bowman und Tom A. McMeekin eingeführt.
Eine Liste der im September 2023 zugeordneten Familien:
- Alteromonadaceae Ivanova and Mikhailov 2001
- Celerinatantimonadaceae Cramer et al. 2011
- Colwelliaceae Ivanova et al. 2004
- "Echinimonadaceae" * Ferrimonadaceae Ivanova et al. 2004
- Ferrimonadaceae Ivanova et al. 2004
- Idiomarinaceae  Ivanova et al. 2004 emend. Jean et al. 2006
- Moritellaceae Ivanova et al. 2004
- Pseudoalteromonadaceae Ivanova et al. 2004
- Psychromonadaceae Ivanova et al. 2004
- Shewanellaceae Ivanova et al. 2004

Die ohne weitere Klassifizierung zuvor hier eingeordnete Gattungen Teredinibacter und Candidatus Endobugula werden nun zu der Ordnung Cellvibrionales gestellt. Die Art Candidatus Endobugula sertula ist ein Endosymbiont des Moostierchens Bugula neritina und an der Bildung von Bryostatinen beteiligt. Bryostatine werden bezüglich medizinischer Anwendungen untersucht, u. a. als Mittel gegen HIV und Alzheimer.
Folgende Gattungen zählen zu der Ordnung Alteromonadales, werden aber noch keiner Familie zugeordnet (Stand 29. November 2022):
- Aestuariicella Lo et al. 2015
- Motilimonas Ling et al. 2017